# بني بترون
بني بترون ( بالقبائلية: At Betrun « أث بترون ») هي قبيلة أمازيغية قبائلية عريقة متكونة من أربع أعراش وهي : بني يني (أث يني) ، بني واسيف (أث واسيف) ، بني بودرار (أث بوذرار أو إبوذرارن) وبني بو عكاش (الجزء الجنوبي من بلدية واسيف).

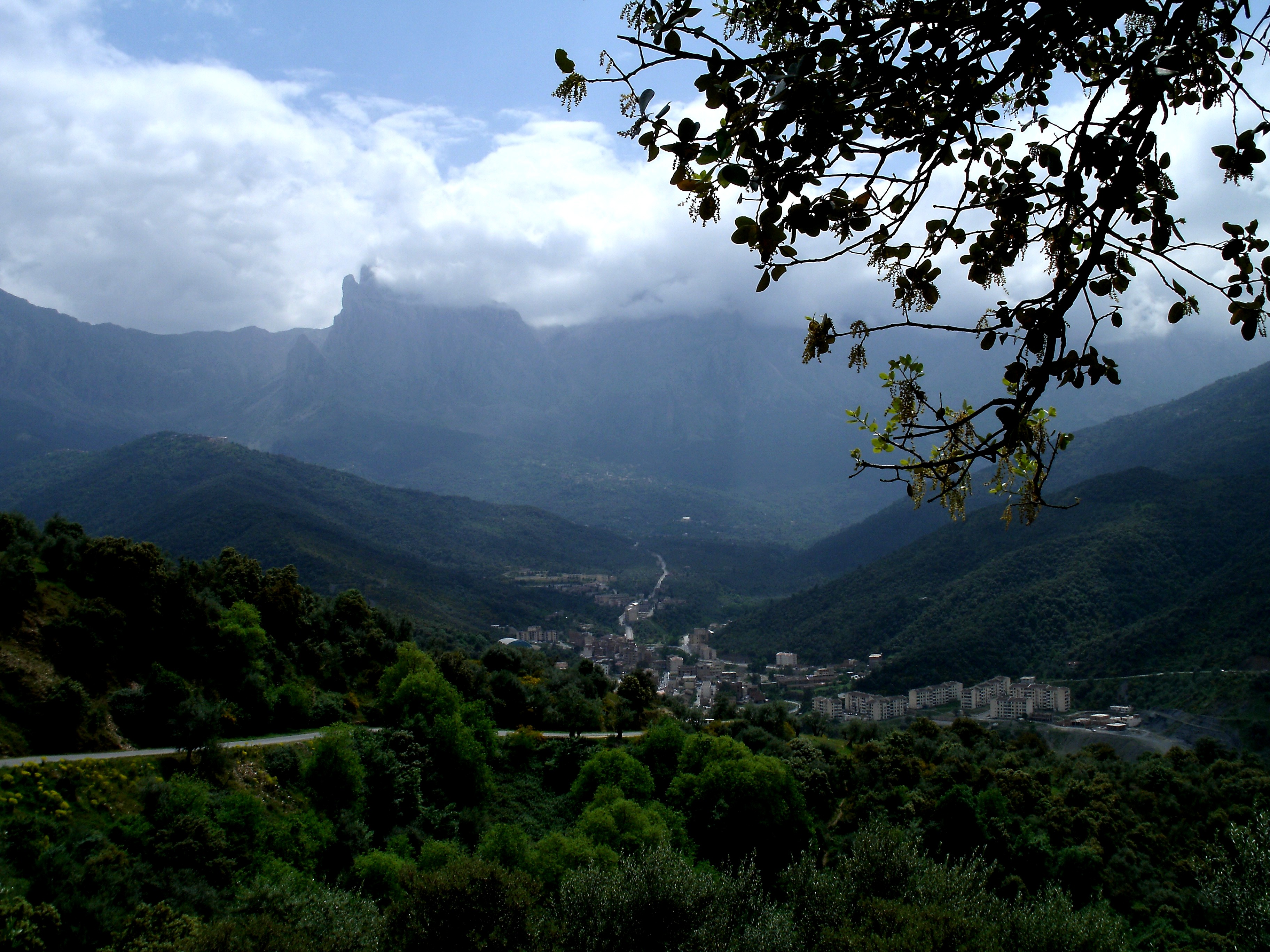
جرجرة من بني واسيف.

بني بترون هي  أحد بطون الزواوة التي تنتمي إلى قبيلة كتامة الأمازيغية وتقع في الجنوب الشرقي من ولاية تيزي وزو في منطقة القبائل الكبرى بالجزائر. هم جيران بني منقلات في الشرق ، بني يراثن في الشمال ، بني صدقة في الغرب ، و مشدالة (إمشدالن) في الجنوب.
حسب شارل ديفو (Charles Devaux) ، يسمون أنفسهم «قلب الزواوة» ، هم شرسون ، صارمون جدًا في مراقبة قوانينهم. قبيلة بني بترون معروفة بصناعة الأسلحة (البنادق ، الأسيف إلخ...) والحرف اليدوية (المجوهرات) . بين بني بودرار ، بني واسيف ، وخاصة بني يني ، كان هناك عمال ماهرون كان فنهم الأكثر جودة. كانوا بني بترون أيضًا معروفين جدًا بصناعة العملة المزيفة في فترة الحكم العثماني للجزائر.
اتحدوا مع جيرانهم بني منقلات لتشكيل قبيلة الزواوة و ذكرهم ابن خلدون في القرن الرابع عشر في قائمته لأبرز قبائل منطقة القبائل الكبرى. لقد هزموا العثمانيين وظلوا مستقلين ولم يدفعوا لهم الضرائب أبدًا. شاركوا في الدفاع عن الجزائر العاصمة عام 1830 ضد الجيش الفرنسي وواصلوا مقاومتهم مع القبائل القبايلية الأخرى حتى هزيمتهم النهائية عام 1857، حيث كانوا من آخر قبائل الشمال الجزائري التي استسلمت, و لقد ثاروا  ضد الفرنسيين عام 1871 وشاركوا أيضًا في ثورة التحرير الجزائرية (1954 إلى 1962).

## أصل التسمية

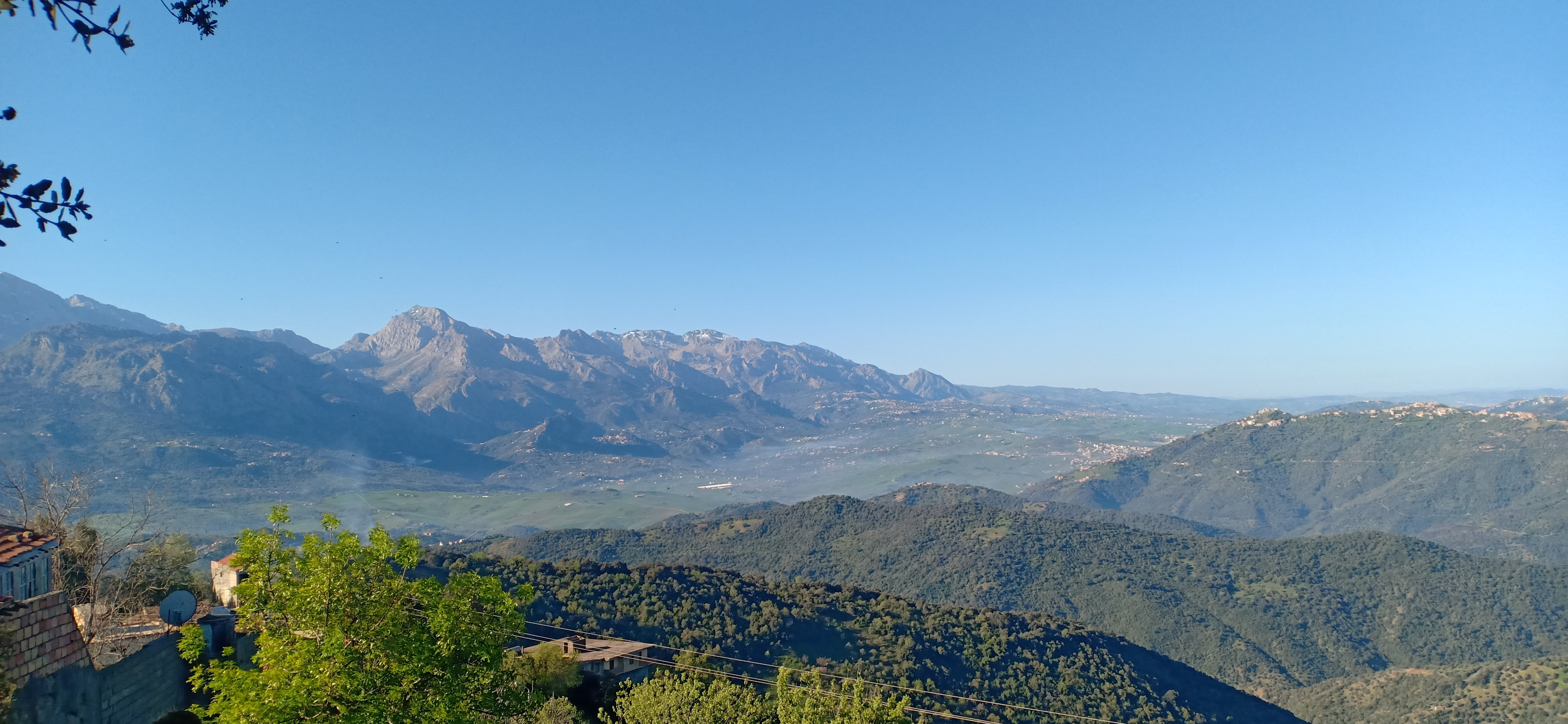
جرجرة من بني يني.

اسم "آيت بترون" مكون من البادئة الأمازيغية "آيت" التي تشير إلى النسب، و"بترون"، وبالتالي فإن معنى الاسم كله هو "أبناء بترون" أو "أحفاد بترون"، ولكن يمكن أن تعني أيضا "ذوي —" أو "أهل —"، مثل في اسم "آيت واسيف"، التي يعني "ذوي/أهل النه" و اسم "آيت بودرار" التي يعني "ذوي/أهل الجبل". ذكر المؤرخ ابن خلدون بني بترون بالعربية بالشكل التالي : "بني يترون".

## الأصول
حسب التراث الشفهي للقبيلة، لدى بني يني وبني وصيف سلف مشترك إسمه عصام، وكان لديه إبنين: يني، سلف بني يني، و واسيف، سلف بني واسيف.
حسب المؤرخ العربي ابن خلدون (القرن الرابع عشر)، بني بترون من أبرز قبائل الزواوة  التي كانت أحد بطون قبيلة كتامة الأمازيغية التي كانت القوة الرئيسية للفاطميين. يشترك عالم الأنساب الأندلسي ابن حزم في نفس الفكرة . لكن ابن خلدون يقول إنه وفقًا لعلماء الأنساب البربر أنفسهم، فإن الزواوة هم من نسل زناتة من سمغان، بن يحيى (يدر)، بن ضاري، بن زدجيك (أو زهيك)، بن مدغيس الأبتر، سلف مجموعة البتر من البربر، الآخرة كونها مجموعة البرانس التي تنتمي إليها صنهاجة وكتامة. إن فرضية ابن خلدون وابن حزم هي الأكثر ترجيحًا، حتى لو قال أن الزواوة يعتبرون أنفسهم مرتبطينالزناتة بالدم.

## التاريخ

### قبل الفترة العثمانية
أقدم ذكر تاريخي لبني بترون كان في القرن الرابع عشر بعد ميلاد المسيح من طرف مؤرخ العصور الوسطى ، ابن خلدون ، في كتابه ، تاريخ البربر (المجلد 1) . يخبرنا ابن خلدون :
اليوم ، أبرز قبائل الزواوية هم بني إجر ، بني منقلات ، بني إترون ، بني يني ، بني بو غردان ، بني إيتورا ، بني بو يوسف ، بني شعايب ، بني عيسي ، بني صدقة ، بني غبرين وبني قشتولة.
لكن يجب أن يكون الاسم أقدم . تم العثور على شكل ابن خلدون لبني بترون ، أي بني إترون في إسبانيا ، وبالتحديد في جزر البليار ، التي احتلتها خلافة قرطبة في أوائل قرن العاشر مع جيش مكون من جزء بربري ، ولكن تم غزو الجزر مرتين أخريين تحت حكم البربر المرابطين والموحدين (1106 و 1203 م.).يجب العودة إلى الوراء في الزمن . لعبت زواوة ، التي تنتمي إليها بني بترون ، إلى جانب صنهاجة وكتامة ، دورًا أساسيًا في إنشاء الخلافة الفاطمية من خلال تشكيل جزء من الجيش الذي تغلب على الأغالبة وغزا معظم المغرب الكبير وصقلية إلى مصر والشام والحجاز . في القرن الحادي عشر ، أي في زمن الحماديين الصنهاجيين (فرع من الزيريين) ، كتب ابن خلدون ما يلي:
بنى أحفاد حماد مدينة بجاية على أراضي الزواوة وأجبروهم على الخضوع.

### خلال الفترة العثمانية

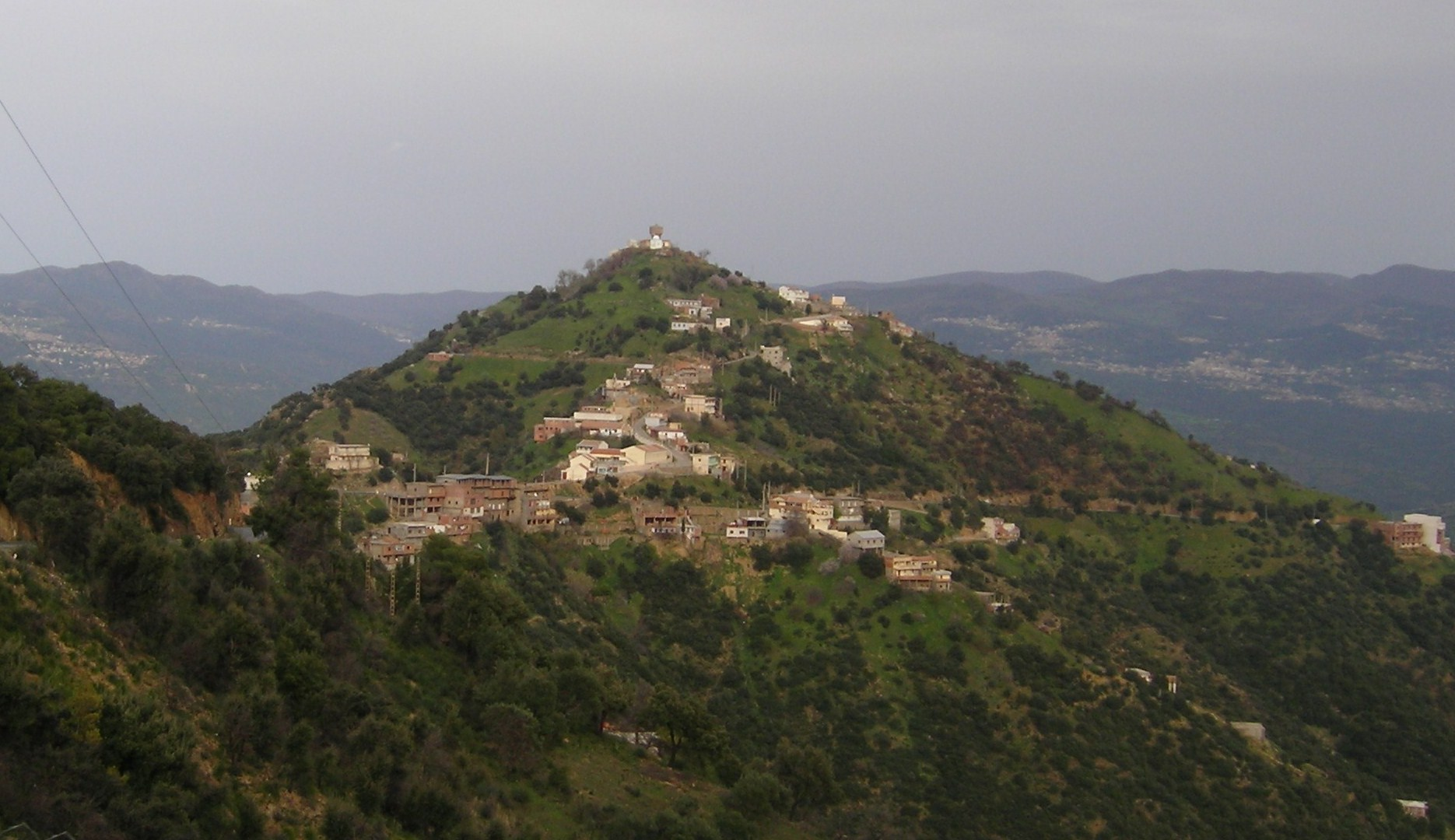
قرية كوكو عاصمة مملكة كوكو في قبيلة آيت يحيى.

لم يخضعوا بني بترون للحكم لعثماني أبدا . في بداية الحكم العثمانية على الجزائر ، كانوا بني  بترون ، مثل قبائل الزواوة الأخرى ، جزءًا من مملكة كوكو التي كانت عائلتها المالكة ، بني والقاضي ، من قبيلة بني غبري . كما شاركوا في المعارك إلى جانب مملكة كوكو ، ولا سيما ضد مملكة بني عباس في القرن السادس عشر. خلال حرب خلافة إبوختوشن (فرع من بني والقاضي) في بداية القرن الثامن عشر ، تم تقسيم بني بترون إلى قسمين : بني واسيف و بني بو عكاش انضموا إلى صف (تحالف) أوفلا وإتخذوا جانب أورخو. بينما بني يني وبني بودرار انضموا إلى صف بوعدة وإتخذوا جانب علي ، شقيق أورخو . بعد انهيار مملكة كوكو في القرن الثامن عشر ، احتفظوا بني بترون على إستقلالهم . كانوا جزءًا من صف الزواوة إلى جانب جيرانهم ، بني منقلات ، بني إيتورا ، و مشدالة حتى إستعمار الفرنسيين لمنطقة في عام 1857.
في العام 1746 أو 1747 ، قرر العثمانيون بقيادة الباي محمد بن علي (الملقب بـ « الذباح » ، أي الجزار) إخضاع بني بترون ، بالتحديد قبيلة بني واسيف . حاول الباي أخذ السوق الكبير للقبيلة (سوق السبت) بالمرور عبر بني صدقة ، الذين كانوا محايدين . لكن العملية انتهت بفشل ذريع للعثمانيين الذين أجبروا على الانسحاب ، تعرض العثمانيون للخسارة بالسلاح. مبعوث من البرج جلب الخبز إلى بني واسيف مع وعد أنه إذا أخضعوا للحكم العثماني ، سيصبح هذا الخبز طعامهم اليومي . أجيب القبايل: « أعد خبزه الأبيض إلى الباي ، وكرر له أننا نفضل الفلفل الأحمر ، الذي يجعل الدم يتدفق أكثر حدة في عروقنا ويزيد من حماسنا لمحاربة الأجنبي. » بعد هزيمة القوات العثمانية ضد بني بترون والقبائل الأخرى في منطقة القبائل الكبرى ، لن يحاولوا مرة أخرى إخضاع الزواوة.

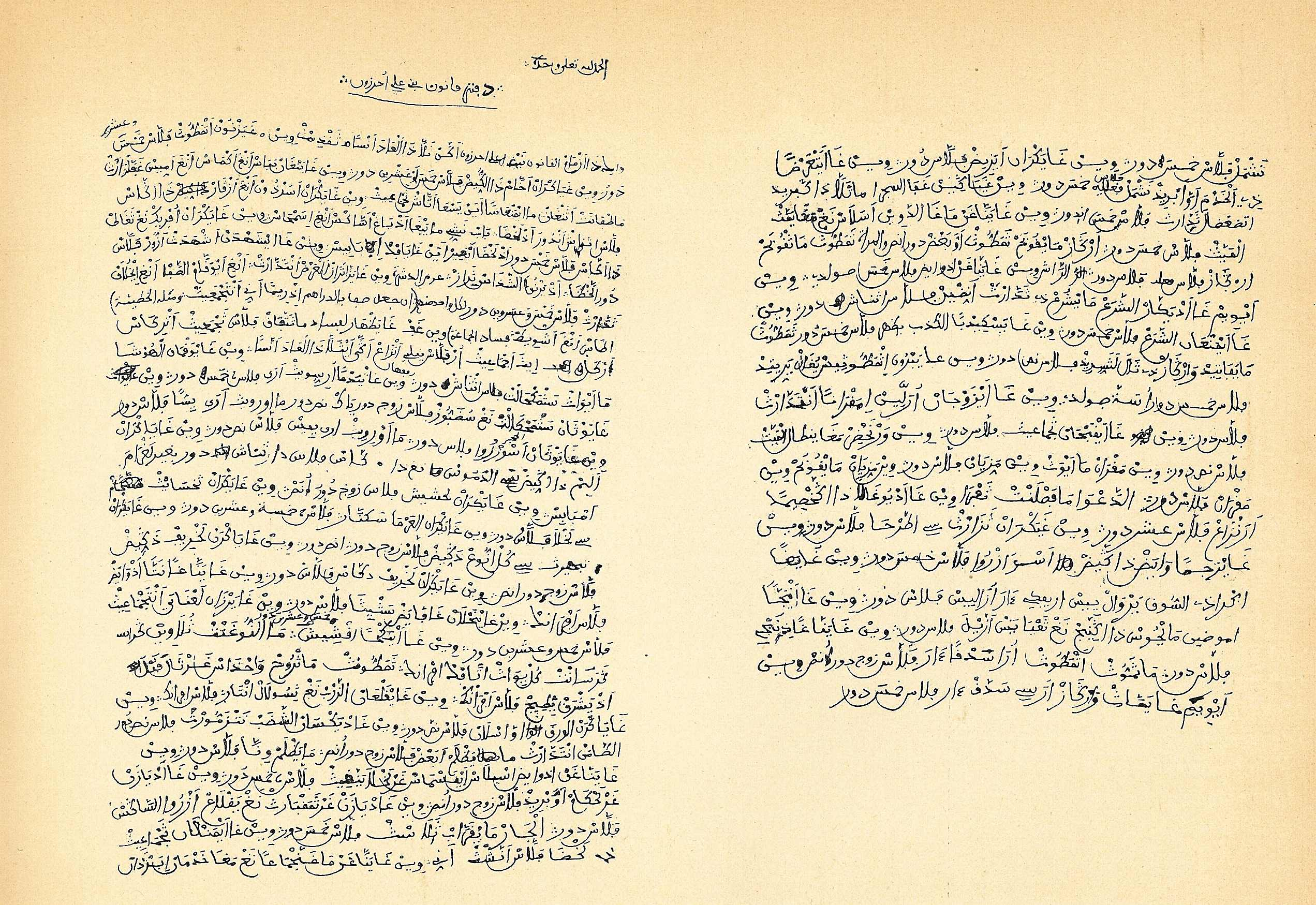
قانون قرية آيت علي أوحرزون ، فرع من بني بودرار.

بعد عامين أو ثلاثة من انتصار بني واسيف على العثمانيين ، انعقد تجمع في أراضي قبيلة بني واسيف بين مرابطي قبائل بني بترون ، بما في ذلك قبيلة اختفت بعد فترة وجيزة ، قبيلة بني أوبلقاسم . في المخطوطة الأصلية المكتوبة بالعربية ، ورد ما يلي:
إشتكى كل واحد بما يضر وما يؤول إلى الفتنة والتهارج والمشاجرة في قرى وأعراش بني بترون ، حضروا من كل قرية فاتفقوا على كلمة واحدة بأن الميراث وشفعة الحبوس وشفعة البنات والاخوات واليتامى وصداق المرأة إن طلق لها زوجها أو مات مسقط في بني بترون ومن إتصل معهم.
لم تطبق هذه القوانين من طرف بني بترون فقط ، بل قبائل أخرى متل بني يراثن وبني فراوسن ، وحلفاء بني بترون ، بني صدقة ، قاموا بنفس الشيء ، حتى وإذا تخالف الشريعة الإسلامية . الغرض من هذا القانون هو منع الأجانب ، حتى عندما يتعلق الأمر بالقبايل من قبائل أخرى ، من امتلاك أراضي أو ممتلكات أخرى في القرى المحلية. قبل وأثناء تجمع 1749 ، ضم اتحاد بني بترون خمس قبائل بدلاً من أربعة . أحدهم مفقودة الآن ، هي قبيلة بني أوبلقاسم . تتألف قبيلة بني أوبلقاسم من أربع قرى: ثوريرث الحجاج (كانت تسمى سابقاً ثاخابيث) ، ثسافث أوجمون ، آيت رباح ، وآيت علي أوحرزون . تم إستيلاء على كل هذه القرى من قبل القبائل المجاورة في تاريخ غير معروف ، ولكن بعد تجمع عام 1749 خلال حرب قبلية داخلية ، لأن القبيلة مذكورة في مخطوطة تجمع 1749. استحوذت بني يني على ثوريرث الحجاج (ثاخابيث) ، واستولت بني بودرار على آيت علي أوحرزون وآيت رباح وثسافث أوقمون ، ولكن بعدها تم أخذ القريتين الأخيرتين من طرف قبيلة بني واسيف.

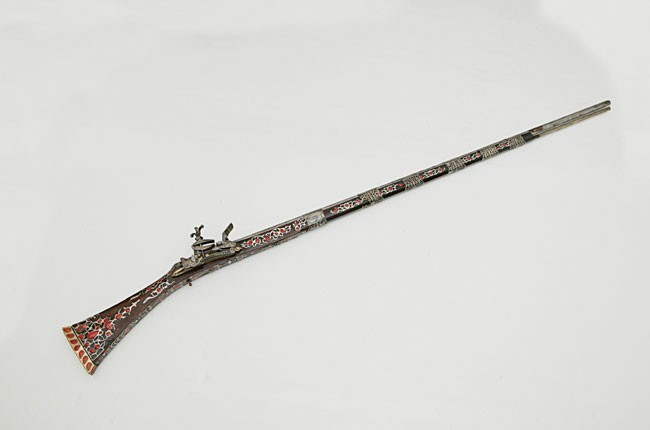
المكحلة ، بندقية البارود من منطقة القبايل.

وفي تاريخ غير معروف أيضًا ، اندلعت حرب بين بني واسيف وبني يني بسبب انتهاك العناية ، الفائز غير معروف ، لكن لا يوجد سوى ذكر للمقاومة الشرسة من طرف بني واسيف. كما اندلعت حروب بين قبائل بني بترون وقبائل اتحادات أخرى ، مثل بني صدقة وبني عطاف (اتحاد بني منقلات) وبني عيسي (اتحاد يحمل نفس الاسم) . كان المؤلف الفرنسي فرانسيس دروي قد ذكر أن بني يني هزموا بني صدقة . قال:
تزوج رجل من بني يني من امرأة تزوجت لأول مرة من فرد من بني صدقة . هذه المرأة تركت في هذه القبيلة الأخيرة ولدان وفتاة . ذهب الإبنان إلى تونس ، بينما كانت الابنة متزوجة من بني صدقة . طلب أشقاؤها أختهم وأمروا زوج زوجة أبيهم أن يقودها إلى تونس . ذهب هذا الأخير إلى بني صدقة ، وأخذ الشابة من زوجها ، وأخذها إلى تونس . فطلبوا بني صدقة من بني يني تسليم الخاطف لهم لكنهم رفضوا واندلعت الحرب . كانت هناك معركة واحدة هُزمت فيها بني صدقة.

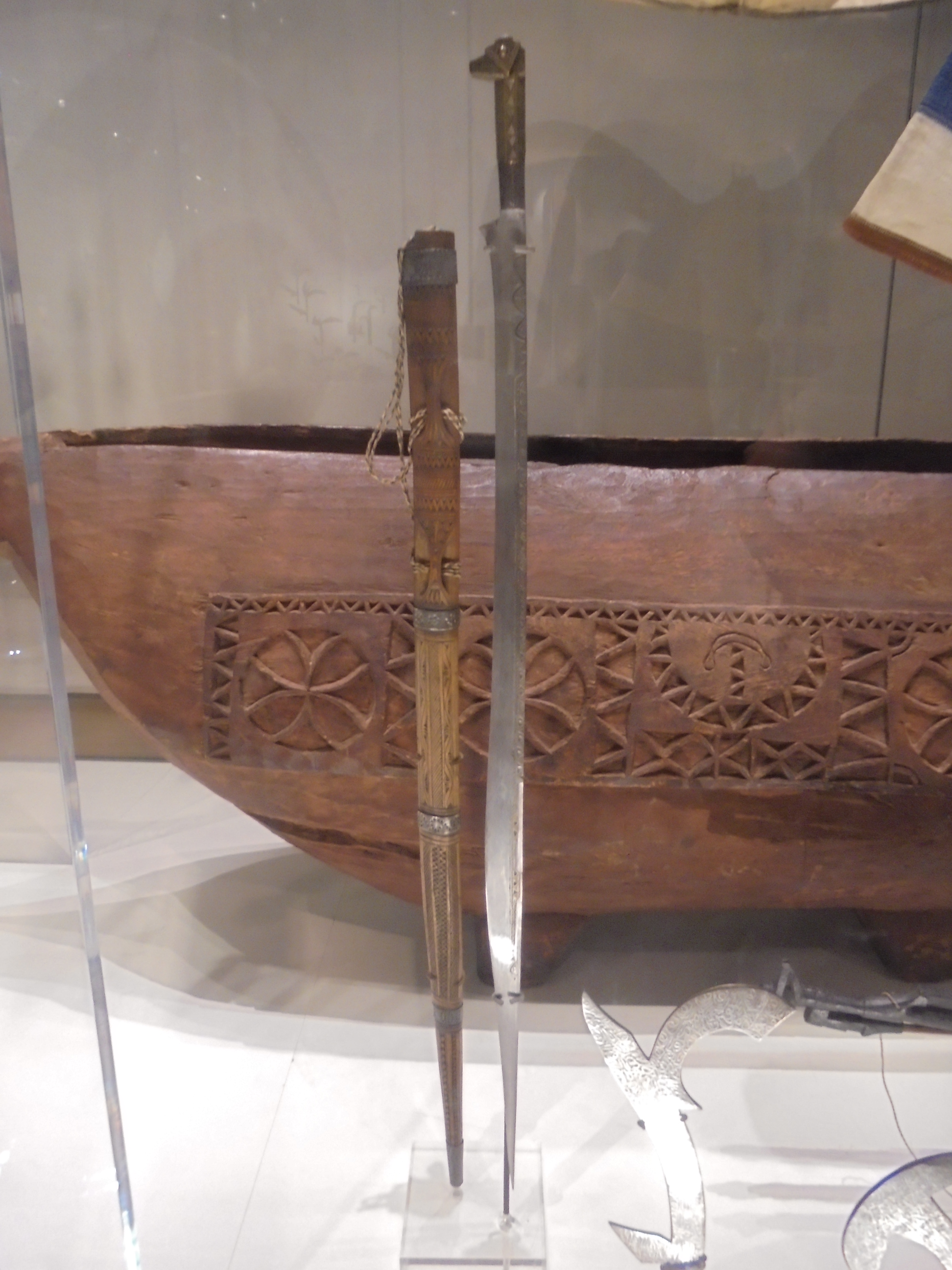
فليسة ، سيف قاطع قبايلي

ذكر فرانسيس دروي حربًا أخرى ضد قرية آيت سعدة التابعة لقبيلة بني عطاف (اتحاد بني منقلات) ، بسبب الخروف المسروقة . استمرت الحرب 21 يومًا ، وخرجوا بني يني منتصرين مرة أخرى . قبل عدة عقود من بدء الغزو الفرنسي ، هزموا بني يني تحالف بني عيسي في حرب بدأت في عام 1818 وانتهت في عام 1824 . وقد بدأت هذه الحرب بسبب مقتل رجل من بني يني وسرقة أمواله من قبل رجل من تيزي هيبل من قبيلة آيت محمود. فرانسيس دروي يقول:
رجل مشلول من آيت لحسن (قرية في بني يني) ذهب إلى بني عيسي للتسول وقُتل على يد رجل من تيزي هيبل... الذي سرق منه المال الذي جمعه هذا الشخص البائس . رفض بني عيسي تسليم القاتل ، وأعلنت الحرب عليهم ، واستمرت من 1818 إلى 1824 . وإنهزموا بني عيسي.
ذكر المؤلف أن بني يني هزمت هته القبائل الثلاث ، لكن عندما تحدث عن الحرب ضد بني واسيف ، لم يذكر من كان المنتصر ، وربما لأن بني واسيف فازت الحرب ، خاصة عندما المصدر آخر ذكر أن مقاومة بني واسيف كانت شرسة ، مما قد يعني أنهم نجحوا في الدفاع عن أنفسهم وهزيمة إخوانهم الأعداء ، بني يني.
قبل الاستعمار الفرنسي ، كانت قبائل بني بترون معروفة بتزويرها للمال ، وخاصة قرية آيت لاربعة في قبيلة بني يني . لكن كانت هناك أيضًا العديد من الورش التي تم إنشاؤها بين بني واسيف وآيت علي أوحرزون من قبيلة بني بودرار. سميت النقود المزورة بـ « ثاسكاكث » في منطقة القبائل.

## الإحتلال الفرنسي
لم يتم غزو الزواوة في لحظة . كان أول لقاء بين الزواوة والفرنسيين في ساحة معركة في عام 1849 ضد بني قشتولة . شارك العديد من القبائل القبايلية في هذه المعركة ، ولا سيما بني بترون ، الذين أرسلوا 1.200 محارب (من إجمالي 11.300 محارب) ، بما في ذلك 700 من بني واسيف ، 300 من بني يني و 200 من آيت علي أورزون. الشخص الذي جمع العديد من الوحدات القبايلية للمعركة ، شريف سي ألجودي هو بنفسه من بني بترون ، وبالتحديد من بني بودرار. لكن الانتصار كان في أيدي الفرنسيين.
في عام 1854 ، قاد الفرنسيون محاولة احتلال بقية أراضي ألزواوة تحت قيادة النقيب فرانسوا وولف ، وانتهت بإنتصار القبايل في معركة سيباو العليا تحت قيادة لالة فاطمة نسومر وشريف بوبغلة.
بعد 3 سنوات ، أطلق الفرنسيون حملة نهائية ضد القبائل المتمردة في منطقة القبائل الكبرى ، هذه المرة تحت قيادة الجنرال راندون . سارت القوات الفرنسية ضد بني إراتن وهزمتهم . قدمت بنوا بني إيراتن استسلامهم في 28 مايو . بعد ذلك مباشرة ، قدم حلفاؤهم ، بني عيسي ، بني فراوسن وبني غبري وآخرين ، استسلامهم . بعد استسلام بني إيراتن وحلفائهم في 28 مايو ، توجهت القوات الاستعمارية ضد بني يني وبني منقلات وحلفائهم ، وهزمتهم . بفضل إنتصار القوات الاستعمارية الفرنسية بالسلاح ، استلموا في 28 يوني ، بعد شهر واحد من إستسلام بني إيراتن . أضرمت النيران في قرية آيت لاربعة في بني يني ، ودمرت.

يخبرنا الكاتب الفرنسي إميل كاري في كتابه (Récits de Kabylie: campagne de 1857):
خضوع بني إيراتن واحتلال سوق الأربعاء أصاب الضربات الأولى . اهتز استقلال البربر به ، لكنه كان لا يزال قائمًا . الهزيمة المزدوجة لإيشريضن وبني يني هي الهزيمة الكبرى للقبائل: كل القبائل لم تستسلم ، ولكن انهزمت جميعها . النخبة من محاربيهم استسلمت في معركة كبرى . القبيلة الحرة بامتياز بالكاد دافعت عن نفسها ، وأراضيها في يد العدو.
لقد خسروا بني بترون العديد من ألرجال خلال العهد الفرنسي بسبب مقاومتهم للغزاة . على سبيل المثال ، كان عدد سكان قرية تاوريرت ميمون في بني يني حوالي 2.000 إلى 3.000 نسمة في عام 1857 ، ولكن في عام 1868 ، كان هناك 830 نسمة فقط و 770 في عام 1879 ، بعد 8 سنوات من ثورة المقراني التي شاركوا فيها بني بترون . كان عدد سكان قبيلة بني يني بأكملها حوالي 10.000 نسمة في عام 1857 ، وانخفض عدد السكان إلى 2.378 نسمة في عام 1868 . وهذان مثالان فقط ، حتى القبائل الأخرى من بني بترون ، مثل بني واسيف وبني بودرار ، فقدوا أيضًا العديد من الرجال مثل بقية منطقة القبائل.

## الفروع
في عام 1878 ، كان عدد سكان بني بترون 19.749 نسمة ، متوزعين في 23 قرية. كانت القبيلة ذات أكثر كثافة سكانية من بني منقلات وبني إيراتن ، وبالتالي كانت لديها أكبر عدد السكان من بقية الزواوة . خلال الفتح الفرنسي ، كانت لدى القبيلة أكبر عدد من البنادق (4.535 بندقية) مقارنة بباقي الزواوة.
- بني يني (أث يني)
- بني واسيف (أث واسيف)
- بني بودرار (أث بوذرار أو إبوذرارن)
- بني بو عكاش